# بنتين من مصر (فلم)
بنتين من مصر فيلم اجتماعي سياسي مصري أُصدر عام 2010 من بطولة زينة وصبا مبارك.

يحكي قصة كفاح فتاتين تواجهان مشكلة تأخر الزواج عدة في إطار دراماتيكي مشوق حيث يناقش الفيلم قضايا نسائية في إطار المجتمع الذي يعاني من الكبت والقهر السياسي التي كانت تعاني منه مصر خاصة قبل ثورة 25 يناير وانتشار المشاكل الاجتماعية والمادية. يعتبر الفيلم هو ثالث محمد امين بعد فيلم ثقافي وليلة سقوط بغداد والتي تتسم بالكوميديا السوداء.

## ملخص الفيلم
يتناول الفيلم إحدى أهم مشكلات المجتمع المصري والتي تتمحور حول انتشار العنوسة وتأخر سن الزواج عند الفتيات نتيجة أسباب اجتماعية واقتصادية وسياسية، ولا يتعلق بشكل مباشر بالأخلاق أو الجمال. فبطلتي الفيلم زينة التي تقوم بدور «حنان» وصبا مبارك التي تقوم بدور «داليا» كانتا متفوقتين جداً في دراستهن وعملهن. إحداهن حاصلة على جائزة الموظف المثالي عدة مرات وجوائز أخرى. والأخرى كان ترتيبها التاسع على دفعتها والأولى على الدبلوما وتسعى للحصول علي الماجستير. 

ورغم تمتعهما بقدر بسيط من الجمال إلا أنهما قاربتا على سن الثلاثين بلا زواج. عثرت «حنان» على شخص مناسب يعمل معها في نفس الكلية، وحاولت أن تتقرب منه وتلفت انتباهه، إلا أنها فوجئت به يطلب منها مساعدته في الزواج من زميلتها الأصغر منها سناً لأنه شخص جاوز 35 عاماً ويريد التمتع بشبابه.
ولأن الزمن يجري من بين أيديهما، فقد حرص المخرج على أن يضع تفاصيل لخوفهما من ضياع الأيام؛ إذ نرى «حنان» كلما توفر لها مال تشتري قميص نوم، وتكتب عليه تاريخ العام منذ أن تخطت العشرين، وتحلم بأن ترتدي هذا القميص.

وهكذا تتراكم القمصان داخل الدولاب كأنها شاهد إثبات على ضياع السنوات.. حلم الأمومة أيضاً يؤرقها.. إحساسها بأنها ربما ليست جذابة بما يكفي، ولهذا تذهب إلى طبيبة تسألها عن إمكانية تكبير صدرها، فتخبرها الطبيبة بأن حجمه متوافق بالنسبة لعمرها مثلما يتوافق الأمر مع ظهور بعض الشعيرات البيضاء في رأسها!

«حنان» تبدو أكثر إيجابية في محاولاتها للحصول على عريس، لهذا تذهب إلى مكتب للتزويج، وتقدم مواصفاتها في العريس المطلوب، ودائماً ما تقدم تنازلاً كلما مرت الأيام لتتوافق مع حالتها فهي لا تخدع نفسها، وتحث ابنة عمها على أن تحذو نفس الاتجاه، وتدفعها للذهاب إلى أماكن اعتصام واحتجاج الأطباء، فتنضم صبا للمعارضة فتكتشف زميلها القديم «رامي وحيد» أحد زعماء المعارضة. وتبدأ بوادر قصة حب لكنها تكتشف أنه عميل للأجهزة الأمنية، فتتركه قبل أن تبوح له بمشاعرها، ويأتي العريس الثاني الذي أدى دوره طارق لطفي، وتوافق «داليا» على أن تعيش معه في تلك المنطقة النائية التي استزرعها بعد أن حصل على قرض من الدولة لكنه يجد نفسه أمام حكم محكمة إما الدفع أو الحبس، فلا يجد أمامه سوى الهرب إلى خارج حدود الوطن.

على الجانب الآخر تسعى «حنان» -أكثر من مرة- للحصول على عريس، وعندما يأتي، ويؤدي دوره الفنان الأردني إياد نصار نكتشف أنه شخصية مريضة نفسياً؛ إذ لديه شك في كل النساء، إذ يطلب من «حنان» أن تذهب إلى طبيبة نساء حتى يتأكد من أنها لا تزال عذراء، وبعد أن توافق مرغمة على هذا الشرط القاسي -الذي يحمل قدراً لا ينكر من الازدراء، ويكتشف بالفعل أنها عذراء- يعترف لها في النهاية بأنه لا يستطيع الزواج، وبأنه ليست لديه ثقة في أي امرأة!

ينتهي الأمر بأن تذهب الفتاتان إلى مطار القاهرة لأن هناك عريساً محتملاً في طريقه إلى قطر، وليس لديه إلا بضع ساعات يقضيها في المطار ليختار واحدة، الخاطبة التي تؤدي دورها سميرة عبد العزيز تصطحب معها أيضاً اثنتين أخرتين. بينما كل من «حنان» و«داليا» تنتظران، ونرى لقطة ثابتة على وجهيهما في نهاية الفيلم، وصوت أزيز طائرة في الجو كأنه حلم قادم للسفر خارج حدود الوطن!

## ابطال الفيلم
- زينة
- صبا مبارك
- أحمد وفيق
- طارق لطفي (ضيف شرف)
- رامي وحيد (ضيف شرف)
- نهال عنبر
- إياد نصار (ضيف شرف)
- عمر حسن يوسف
- سلوى محمد علي
- سميرة عبد العزيز
- رانيا شاهين
- جيهان سلامة
- نبيل الهجرسي
- عفاف مصطفى
- رولا محمود

## فريق العمل
- إخراج: محمد أمين
- تأليف: محمد أمين
- تصوير: إيهاب محمد على (مدير التصوير)، جلال الزكي (مدير تصوير)
- توزيع: الشركة العربية للإنتاج والتوزيع السينمائي (توزيع داخلي وخارجي)
إسعاد يونس (موزع)
- الإنتاج: إسعاد يونس (منتج)
عماد مراد (المنتج الفني)
الشركة العربية للإنتاج والتوزيع السينمائي (إنتاج)
- الديكور: سامح الخولي (Art Director)
- كاستينج: حمدي أبو اليسر (منفذ كاستينج)
- مونتاج: مها رشدى (مونتاج)
- موسيقى: رعد خلف (موسيقي تصويرية)
- الصوت: أحمد سليمان (مهندس صوت)
علاء الكاشف (مهندس صوت)

## الجوائز
- حصل الفيلم علي جائزة جمعية نقاد السينما المصريين لعام 2010 [2]
- المركز الثاني كأفضل فيلم من مهرجان الإسكندرية السينمائي [3]
- حصلت الفنانة الشابة صبا مبارك على جائزة أفضل ممثلة عن دورها في الفيلم كما حصل محمد أمين على جائزة أفضل سيناريست عن فيلم «بنتين من مصر» في الدورة التاسعة والخمسون لـ«مهرجان المركز الكاثوليكى المصري للسينما»[4]

## رأي النقاد
الناقد الفني طارق الشناوي:

الناقد الفني إيهاب التركي:

## وصلات خارجية
- مقالات تستعمل روابط فنية بلا صلة مع ويكي بيانات
- صفحة الفيلم علي موقع IMDB
- صفحة الفيلم علي موقع السينما